# Grądy (powiat piski)
Grądy (niem. Gronden, od 1938 Grunden) – wieś w Polsce położona w województwie warmińsko-mazurskim, w powiecie piskim, w gminie Orzysz.
W latach 1975–1998 miejscowość należała administracyjnie do województwa suwalskiego.

## Nazwa
W dokumentach krzyżackich (1550) Grunden, później Gronden.

Na mapie Districtus Reinensis (1663) Józefa Naronowicza-Narońskiego – Grondy.

Zarządzeniem Ministra Administracji Publicznej z 17 października 1949 roku o przywróceniu i ustaleniu nazw miejscowości nadano miejscowości obowiązującą nazwę Grądy.

## Historia
Grądy lokowano 18 października 1550 roku, kiedy to Jan, sołtys z Orzysza (alte Schulz zum Ariss Jann), kupił od starosty ryńskiego Jerzego von Diebesa (Georg von Diebes) ein Ort Bruch między bagnem Kallen, a rzeką Orzyszą, na północ od Orzysza, co potwierdził książę Albrecht. W akcie lokacyjnym nie podano wielkości nadania. Z późniejszych źródeł wiadomo, ze Grądy liczyły 4 łany i były dobrami szlacheckimi.

W trudnym do dokładnego sprecyzowania okresie w Grądach przebywali Drygalscy.
W 1669 roku dobra w Grądach nabył starosta ryński Jerzy Krzysztof Finck (Georg Christoff Fincken), otrzymał również wolne rybołówstwo, ale oddawał miód z barci i pasiek. W 1681 roku Finck sprzedał je staroście z Zelek Fryderykowi von Heydeckowi.

W 1719 roku Grądy zaliczono do dóbr kulmerskich (Cöllmer).

Według danych opublikowanych w 1821 roku w Grądach mieszkało 20 osób. W 1857 roku majątek liczył 51 mieszkańców, a jego dzierżawcą był Hugo Scheuman. W 1864 roku w Grądach mieszkało 76 osób, a w 1867 roku – 82 osoby.
Według danych opublikowanych w 1871 roku majątkiem o powierzchni 1400 mórg zarządzał Fr. Scheumann. Działała tu destylarnia.
W 1879 roku administratorem dóbr nadal był Fr. Scheumann, ale majątek był wielkości 344 hektarów.

Według danych z 1907 roku Grądy były majątkiem o powierzchni 287 ha, którego właścicielem był Adolf Phillip.

## Zabytki
Zabytki ujęte w gminnej ewidencji zabytków:
- Dawny cmentarz ewangelicki założony w pierwszej ćwierci XIX wieku[15].

Najstarszy zachowany nagrobek: Heinritte Joh. Scheumann †1815. Na cmentarzu znajduje się kwatera wojenna z okresu I wojny światowej. Według zachowanych inskrypcji pochowany w niej jest nieznany żołnierz armii rosyjskiej z 10. finnländische Inf. Regt. †1914-15.

## Turystyka
Przez Grądy przebiegają trzy szlaki rowerowe:
- szlak  wokół jeziora Orzysz[17].
- szlak  po "Szwajcarii Orzyskiej"[18].
- szlak  rodzinny[19].

W pobliżu wsi dwa punkty widokowe na okoliczny krajobraz i panoramę Orzysza.